# Pod eno streho
Pod eno streho je slovenska TV nanizanka iz leta 2002. S predvajanjem na POP TV so končali maja leta 2004. 
Snemati so jo začeli avgusta 2002. Režirala sta Muky Shuky - Shu (1.sezona) in Boštjan Vrhovec (2. - 4.sezona). Scenarij so napisali Tomaž Grubar, Urša Krišelj ter igralci.

## Igralci
| Igralec/-ka        | Vloga | Sezona |
| ------------------ | --- | ------ |
| Družina Bogataj    | |        |
| Alja Kapun         | Maja Bogataj, hčerka Štefke in Jožeta                                                                                               | 1-4    |
| Rok Vihar          | Janez Bogataj, sin Štefke in Jožeta                                                                                                 | 1-4    |
| Lucija Grm         | Štefka Bogataj, mama Janeza in Maje                                                                                                 | 1-4    |
| Zvone Hribar       | Jože Bogataj, oče Janeza in Maje | 1-4    |
| Družina Koren      | |        |
| Nina Ivanič        | Tina Langerholc, Jakova ljubica (Samo v 1 sezoni), žena od Rado Breskvara in šefica v Manica Mansion Club (4 sezona)                | 1-4    |
| Pia Zemljič        | Špela Koren, hčerka Jake in Mojce Koren                                                                                             | 1-4    |
| Dani Bavec         | Gorazd Koren, sin Jake in Mojce Koren                                                                                               | 1-4    |
| Jože Vunšek        | Jaka Koren, oče Špele, Gorazda in Jana Jazbeca                                                                                      | 1-4    |
| Maja Boh-Hočevar   | Mojca Koren, mama Špele in Gorazda                                                                                                  | 2-4    |
| Družina Jazbec     | |        |
| Ana Nyasha Zimani  | Aida Jazbec, hčerka Anje | 1-4    |
| Maj Klemenc-Mlakar | Jan Jazbec, sin Jake Korena in Anje                                                                                                 | 1-4    |
| Zvezdana Mlakar    | Anja Jazbec, mama Aide in Jana + nekdanja tajnica in ljubimka Jake Korena                                                           | 1-4    |
| Ostali             | |        |
| Štefka Drolc       | Rozi, hišna pomočnica | 1-4    |
| Irena Prosen       | Manica, frizerka, soproga Miladina Karađorđeviča / V 4 sezoni lastnica kluba Manica Mansion (v njenem nekdanjem frizerskem salonu)  | 1-4    |
| Jernej Kuntner     | Rado Breskvar, poštar / V 2 sezoni policaj, kasneje kriminalist, varnostnik v Manica Mansion Club (4 sezona) in mož Tine Langerholc | 1-4    |
| Mojca Fatur        | Nency (pravo ime v seriji Alenka Pšeničnik), (frizerka študentka) / V 4 sezoni kelnarca v Manica Mansion Club                       | 2-4    |
| Klemen Languš      | Jimi Boni, (frizer študent) / V 4 sezoni kelnar v Manica Mansion Club                                                               | 2-4    |

## Epizode
| Sezona | Sezona | Epizode | Originalno predvajanje | Originalno predvajanje |
| Sezona | Sezona | Epizode | Začetek sezone         | Konec sezone           |
| ------ | ------ | ------- | ---------------------- | ---------------------- |
|        | 1      | 12      | 30. september 2002     | 16. december 2002      |
|        | 2      | 14      | februar/marec 2003     | junij 2003             |
|        | 3      | 16      | september 2003         | december 2003          |
|        | 4      | 17      | 23. februar 2004       | 31. maj 2004           |

## Opis po sezonah

### 1.sezona
Dogaja se v stanovanskem bloku kjer so tri družine ( Bogatejevi, Korenovi, Jazbečevi) in ostali. Družino Koren sestavljajo oče Jaka, ki je bogat poslovnež njegova ljubimka Tina in v drugi sezoni žena Mojca ter dva otrok Gorazd in Špela. V družini imajo tudi čistilko Rozi. Družino Bogataj sestavljajo mama Štefka, oče Jože ter otroka Maja in Janez. Jazbečovi so novi stanovalci mama Anja, hčerka Aida in sin Jan, sin od Jakata Korena. V spodnjih prostorih se še najde frizerski salon od gospe Manice. Pošto pa raznaša poštar Rado.
| Zap. št. | Epizoda sezone | Režija           | Scenarij                   | Premierno predvajano |
| --- | -------------- | ---------------- | -------------------------- | -------------------- |
| 1. | 1.             | Muky Shuky - Shu | Tomaž Gruber, Urša Krišelj | 30. september 2002   |
| Špela izve, da njen oče hodi z njeno nekdanjo sošolko Tino. Manica ni dobila prostora za širitev svojega frizerskega salona. Koren grozi Jožetu Bogataju, da ga bo nabrisal iz službe. Prihaja nova stanovalka, katere bo zelo vesela Manica. Prihaja tudi čistilka. |                |                  |                            |                      |
| 2. | 2.             | Muky Shuky - Shu | Tomaž Gruber, Urša Krišelj | 7. oktober 2002      |
| Prišla je Anja Jazbec, ki takoj postane sovražnica z Manico. Prišla je tudi Rozi, sončni žarek sredi nevihte. Jan in Aida otroka od Anje sta novi razlog za Manično jezo. Vsi samo še čakajo da pride Gorazd. |                |                  |                            |                      |
| 3. | 3.             | Muky Shuky - Shu | Tomaž Gruber, Urša Krišelj | 14. oktober 2002     |
| Bogataj je ostal brez službe, Koren ga je odpustil. Vrnil se je domov Gorazd, od korena sin, ki ni bil najbolj vesel, kok je izvedel pravi razlog zakaj je Tina v njihovem stanovanju. Jan in Aida sta Janezu in Maji ponudila zavezništvo saj nimata rada Korena, ker se krega z njuno mamo Anjo. |                |                  |                            |                      |
| 4. | 4.             | Muky Shuky - Shu | Tomaž Gruber, Urša Krišelj | 21. oktober 2002     |
| Manica in Anja sta podpisali pakt proti korenu. Tudi posel jima je stekel. Manici v frizerskem salonu Anji pa masažni. Denar leti na kup, pri Bogatajevih ga je pa čedalje manj. Stvar je prišla tako daleč, da sta Jan in Aida, Maji in Janezu ponudila prihranke, ki jih nista vzela. |                |                  |                            |                      |
| 5. | 5.             | Muky Shuky - Shu | Tomaž Gruber, Urša Krišelj | 28. oktober 2002     |
| Na šoli je ples, a Maja nima denarja za obleko. Tina privleče obleke, ki jih kasneje zavrže. Mama Maji splete pulover a ji to ne pomaga. Maja zaloti Gorazda, ko nese v smetnjak obleke od Tine. Maja naredi načrt, da se stemni iz smetnjaka pobere nekaj oblek a predenj ji to uspe smetarji izpraznejo smetnjak. |                |                  |                            |                      |
| 6. | 6.             | Muky Shuky - Shu | Tomaž Gruber, Urša Krišelj | 4. november 2002     |
| Maja doma pove, da ni uspela dobiti obleke za ples od prijateljice. Zato se Maja doma pretvarja, da je bolna.Jaka Špeli prizna, da bo Tina ostala pri njih. Špelo to razjezi, saj meni da niso družina. Špela ko nikogar ni doma poišče joint in viski ter se ga napije od žalosti in razočaranja v viski strese še tablete.. Janez in Maja dobita od Jana in Aide dokumente s katerimi bi lahko Korena poslali za zapahe. A Jan potem ne bi imel očeta saj je Koren oče od Jana. Maja in Janez se glede dokumentov pozanimata kaj naj naredita in se odločita, da počakata. Špela pričaka Tino napita v postelji. Rozi pa preseneti Majo in ji dobi obleko za ples. |                |                  |                            |                      |
| 7. | 7.             | Muky Shuky - Shu | Tomaž Gruber, Urša Krišelj | 11. november 2002    |
| Tina se plazi po Gorazdu. Špela ju zasači in se razburi. Ko pride domov Jaka Koren se Gorazd in Špela še bolj razburita. Gorazd se odloči, da odide od doma preden pride do avta mu Aida in Jan spustita gumo na avtu, zato odide peš. Maja Janeza prepriča, da dokumente pokaže Korenu. Ko pride Janez do Korenovih najde tam samo Špelo, ki ga prepriča, da ostane, saj dobi pošto. Špela dobi pošto iz ginekološke klinike, kjer izve da je noseča a je trdno prepričana da bo naredila splav. Janezu se zareče in Špeli pove, da ima Koren še enega otroka Jazbečevega Jana. Špela je vsa šokirana. Ravno v nepravem trenutku je prišel na nenapovedan obisk Špelinega tipa. Janez hoče rešiti Špelo a oba dobita modrico na očesu. |                |                  |                            |                      |
| 8. | 8.             | Muky Shuky - Shu | Tomaž Gruber, Urša Krišelj | 18. november 2002    |
| Gorazd pride z novico, da je našel Mojco njegovo mamo, da je v Indiji. Jaka najde ob tej novici še test nosečnosti od Špele a se zlaže, da je njen. Tina pove Špeli, da se bosta koren in ona poročila in ji je namignila, da je mogoče noseča. Koren pove Gorazdu in Špeli, da se bosta verjetno z Tino poročila. Anja je zelo jezna na novico, da pride Mojca. Štefka se pride pogovorit glede Janeza k Manici in izve za Mojco za nosečnost Špele oz. Tine. Anja pade v paniko in skupaj z Manico in Štefko pogledajo v karte kjer vidijo, da je noseča Špela. Štefka vsa šokirana odode domov in Jožetu in Janezu pove kaj je slišala s tem, da pove da je noseča Tina kar Janez takoj zanika in pove da on to ve in da je bil zraven. Špela zve, da se je Tina zlagala in to pove Tini in Korenu. Torej prizna, da je noseča a ne pove s kom. Anja pokliče korena in ga nadere. Špela je v stanovanju sama z očetom in mu začenja priznavat. Povedala mu je da kadi, da je porobal travo in droge... ,da fantje pravijo, da je dobra v postelji. Nato pa ga napade za sošolko Tino in ljubimko iz pred 10 let (Anjo) in, da je izvedela, da je Jan njegov otrok. Očeta je označila za hinavca in mu povedala, da bo naredila slpav. Ko pride Janez v nepravem trenutku izpovedat ljubezen do otroka in Špele. Ko koren to sliši pade v komo Janez od strahu pobegne. |                |                  |                            |                      |
| 9. | 9.             | Muky Shuky - Shu | Tomaž Gruber, Urša Krišelj | 25. oktober 2002     |
| Tina se spet obeša na Gorazda in jo udari po licu. Janez doma nič ne pove, kaj se je zgodilo. Špela je pred živčnim zlomom in pride k Bogatajevim in nahruli Janeza. Janez domačim pove kaj se Špeli dogaja. Anja pokaže dokumente Manici. Manica Anjo prepriča, da Korena prijavi na sodišče. Pri Bogatajevih se morajo umiriti saj naj bi imela štefka raka. Gorazd je živčen zaradi ker ni zdravnika. Zdravnik je povedal da je Koren preveč pod stresom in da rabi več mira. Majo preseneti pevka iz benda iz kafiča kamor zahaja. Pevka je stopila do nje, da jo povabi na snemanje videospota. Maja privoli. Rozi, pride do Bogatajevih, kjer jim ponudi pomoč pri opravilih. Janez stopi do Manice, da bi ga redno zaposlila. Rado izroči pismo Korenu in ko ga prebere ga spet stiske v srcu. Maja pride iz snemanja videpospota v novih oblačilih. Gorazd nato povabi Majo na pijačo a Maja zavrne povabilo. |                |                  |                            |                      |
| 10. | 10.            | Muky Shuky - Shu | Tomaž Gruber, Urša Krišelj | 2. december 2002     |
| Maja in Janez sta naredila večerjo. Med večerjo Janez naznani, da bo pustil Špelo na miru in Štefka, da je dobila dobre rezultate. Anja zmoti večerjo in pove za dokumente. Jan in Aida sta med tem časom prskala po papirjih in izvedela, da je Jaka Koren Janov oče. Rozi čaka pismo od sina iz Kanade, a ga ne dobi. Rozi najde Špelo na klopci in ji pove da bo naredila splav. Anja za vse dokumente pove Bogatajevim. Maja in Janez predata staršema dokumente, ki sta jima dala Jan in Aida. Ko Špela pride od zdravnika pove svojo dokončno odločitev o splavu in takrat se Rozi izpove Špeli, da je njen sin Matjaž v resnici posvojen, ker nista mogla imeti z možem otrok. Jan pove Anji, da jo je ujel na laži, da ve da je Koren njegov Oče. Korena pokliče odvetnik od Anje in ga zopet stisne k srcu, Tini na pomoč priskoči Jože, ki pokliče rešilce. Rozi dobi pismo iz Kanade, A pošta je Rozi samo Razžalostilo. Rado je omenil, da bi rad postal policist. Anja se je pogovorila z otroki. Jože je pa Anji prišel sporočit, da Korena ne bo tožil. Jože Anji tudi pove da je Jaka na urgenci. Maja in Janez staršema povesta, da je v resnici Koren Janov oče. Ko pride Špela iz splava pove Rozi Špeli, da je njen oče v bolnici zaradi kapi. In Rozi je Špeli povedala tudi, da je njen sin Matjaž odgovoril v pismu in, da je izvedel, da ni njen sin ampak je posvojen in sedaj je nemara več. |                |                  |                            |                      |
| 11. | 11.            | Muky Shuky - Shu | Tomaž Gruber, Urša Krišelj | 9. december 2002     |
| Tina pride z novico, da je Koren zdrav in pride kmalu domov. Rozi Anji pride sporočit, da je Koren od nekje izvedel kdo je napisal pismo odvetniku. Anja se z Rozi pogovori in ji predlaga, da naj gre obiskati Matjaža v Kanado. Rado pride k Manici z novico, da Mojca pride domov. Tina napove zaroko in poroko z Korenom. Jože predstavi družini idejo kako bi od Korena iztržil čim več denarja in nazaj svojo služno novinarja. A nad idejo je razočarana celotna družina. Anja od Manice izve, da prihaja Mojca in da se verjetno Tina in Koren poročita. Rado prinese pošto za Korena. Anja in Manica prepričata Rada, da odprejo pošto tako, da nebo nihče videl. Izvejo, da je Jaka Koren spoznan za samskega, ker naj nebi imel stikov že pol leta s svojo ženo Mojco. Ko Jaka pride iz bolnice doma pove, da se bo pogovoril z Mojco in da bo rešil odnose s sosedi. Ne spusti pa glavne novice, da se bo zaročil in poročil z Tino. Gorazd in Špela nista preveč zadovoljna. Rozi pove Jakatu, da je dobila predlog, da gre v Kanado na obisk. K Bogatajevim je piršel Koren, da se zahvali Jožetu in mu ponudil nazaj službo. Povabil jih je pa tudi na zaroko in poroko. Manica, Anja in Špela naredijo načrt kako prestaviti poroko. Jaka preda Rozi letalske karte in nekaj denarja za v Kanado. Rozi Jaki predlaga, da naj počaka s poroko. Ravno ko je Manica želela narediti katstrofo iz Tinine frizure poklice Koren vse Korenove in jim pove, da Rozi odpotuje v kadando in da bosta s Tino zaroko in poroko prestavila. Tina se je razburila saj je bila prvič poražena. |                |                  |                            |                      |
| 12. | 12.            | Muky Shuky - Shu | Tomaž Gruber, Urša Krišelj | 16. december 2002    |
| JAnez dobi nazaj službo tako da je povišan v odgovornega urednika na televiziji in ni več novinar. Tina iz jeze spakira stvari in odide od Korenovih. Gorazd prizna Tini, da je zaljubljen a ne v njo. To Tino se bolj razburi saj nje nihče ne pozabi. Gorazd prizna Špeli, da je zaljubljen v Majo, Špela pa Gorazdu pove, da ji je všeč Janez. Odločita se da naredijo večerjo skupaj z Bogataji. Tina dokončno odide Špela je navdušena in ji z velikim nasmeškom reče nasvidenje. K Korenovim končno pride Mojca vse preduhovnjena iz Indije. Mojca pozdravi vse otroke in Rozi. Korenu pove, da je izvedela za Tino, Anjo in Jana. Mojca Jaka stisne v kot tako, da se ne more poročiti prej kot se loči od nje. Mojca nato takoj zapusti stanovanje in odide nazaj v Indijo. Rozi se pride poslovit od Manice in Anje in pove kako je bilo ko je prišla Mojca nazaj. Koren ostane po večerji z Bogataji sam in najprej pokliče Anjo, ki ga zavrne nato pokliče Tino. Naslednje Koren, Špela, Gorazd, Janez in Maja dobijo pismo, ki ga je pripeljal novi poštar. Pismo je bilo od Rozi. Rozi sporoča, da je srečno prispela in našla svojega sina. Na dvorišče se nato pripelje policijski avto v njem pa Manica, Anja in Rado novi policaj. Veselje pa vsem razen Korenu pokvari prihod Tine, ki je prišla nazaj k njem. |                |                  |                            |                      |

### 2.sezona
Rozi je zbrala pogum in odšla v Kanado k svojemu sinu. Iz Indije se je za zelo kratek čas vrnila Mojca Koren. Korenu je povedala, da v primeru ločitve želi polovico premoženja. Koren ni dolgo sameval, ko je ostal brez Mojce in Tine. Hitro se je spomnil Anje, ki ga ni bila prav nič vesela. K korenu se je vrnila Tina in kaj ma za bregom ne ve nihče.
| Zap. št. | Epizoda sezone | Režija          | Scenarij     | Premierno predvajano |
| --- | -------------- | --------------- | ------------ | -------------------- |
| 13. | 1.             | Boštjan Vrhovec | Nina Ivanič  | 2003                 |
| Jože je dobil prvo plačo. Začel je zapravljati z mikrovalovno pečico. Špela je svojemu očetu postavila pogoj ali gre ona ali Tina za odločitev mu je dala nekaj dni časa. Jože je vzel kredit in kupil še novi hladilnik, Maji in Janezu je dal bone za nove obleke razmišlja pa tudi o hišni pomočnici. Jaka Koren Špeli in Gorazdu pove, da Tina ostane v stanovanju. Anja je čisto zmedena glede na situacijo, ki jo ima Koren (Oče od njenga Jana) in pride k Manici po nasvet. Manica meni, da je Anja premalo odločna in da si bo najdla novo pomočnico. Tina Jaku postavi dva pogoja. Prvi je javna, uradna in razkošna poroka. Druga pa, da želi svojo lastno oddajo. Anja se odloči, da želi Korena do konca postavit v kot. Manici ponuja 10% od dobička a Manici je bolj pomemben njen frizerski salon. Rado pride najprej k Manici povprašat če lahko spi v salonu saj nima stanovanja. Manica se s tem ne strinja in ga pošlje k Anji. Janez in Maja uživata v novih oblekah. Oče jima sporoči da želi kupiti gliser. Ker pa je poletje še daleč Janez pride na idejo, da očeta prosita, da jima plača smučanje z Gorazdom in Špelo. Jože ni bil preveč zadovoljen, ko je slišal, da bodo prespali na smučanju saj je v skrbeh za Majo. Zato se posvetuje z ženo Štefko. K Manici pride študentka Nency, ki je oblečena zelo zapeljivo in pomanjkljivo. Jože ko pride v salon in zagleda Nency, ki ga začne strižt, povabi jo pa da postane njihova hišna pomočnica. Koren pove Špeli, da je Tina postavila pogoje njemu in ne ve če bo še dolgo ostala. |                |                 |              |                      |
| 14. | 2.             | Boštjan Vrhovec | Damjan Perne | 2003                 |
| Jaka dobi pošto od odvetnika. Kjer piše, da polovico njegovega premoženja prejme njena vera v Sloveniji* v primeru. da se poroči z Tino. Sklenil je, da bo Tina počakala s poroko. Bogatajevi dobijo nov hladilnik, Jože pa domov pripelje Nency novo hišno pomočnico. Ko štefka pride domov je vsa presenečena nad mislijo, da je Maja očistila celo hišo, a Maja je mami povedala koga je oče pripeljal domov. Jože se z Nency pohvali tudi Jaku. Anja pove otrokoma, da se je skregala z Manico in odločitev, da Korena spravi na sodišče. Jan ji to odsvetuje saj je to njegov oče. Jaka Jožetu v pijanem stanju razloži kako lahko še dodatno na nepošten način zaslužita. Štefka pride k Manici na frizuro a ravno pride Nency in jo prevzeme ona. Nency med tem časom razlaga Manici, kako je bilo pri Bogatajih čistiti. Nency je povedala kako jo je jože gledal v oprsje in pod krilo. Komentirala je tudi Štefkinga sina Janeza kako je lep. Štefka je to poslušala in je vsa jezna odhitela domov. Jan in Aida razmišljata, da bi imela očeta. Za prvo tarčo sta izbrala Korena. Zato se odločita, da se pozanimata zakaj Koren nemara Jana. Jože po trdih pogajanjih vendarle pusti Maji in Jenezu iti na smučanje. Jože opravi pogovor z Majo saj ga skrbi za njo. Gorazd, Špela, Janez in Maja gredo na smučanje. Manica pove Nency kaj je naredila in pred kom je povedala kaj se je dogajalo pri Bogatajevih. Jan pride k Korenu in se pogovorita o tem ali je kakšna možnost, da postane njegov in Aidin oče ter postanjeo prava družina a postaneta samo prijatelja. Jože se intezivno pripravi na prihod Nency. Ko pa pride Nency jo pa začne spraševati kaj je začela s spolnimi stvarmi in se je takoj spomnil Maje. Nency je poslal domov on je pa takoj šel preverit situacijo k Korenu če so se otroci, kaj javil. Jože Štefki prizna, da ga skrbi za Majo. |                |                 |              |                      |
| 15. | 3.             | Boštjan Vrhovec | Damjan Perne | 2003                 |
| Tina čaka na izpolnjene pogoje. Jaka pove, da bo začela z vajami za njeno oddajo. A Tina čaka tudi na prvi pogoj drugače, ne bo nič v postelji. A Tina se vseeno prepusti strastem. Štefka si ogleduje nove aparature, ki jih je Jože kupil. A Jože je še zmeraj v skrbeh za Majo. Jan Aidi pove, da Koren ne more biti njun oči in da ima Aida očeta iz Afrike. Naredita načrt kako združiti Rada in Anjo. Jan Radu pove, da Anja pripravlja večerjo zanj. Jože pozno zvečer pokliče Majo in preveri, če je vse vredu. Aida Anji pove, da Rado pripravlja večerjo za njo. Maničin frizerski salon je postal prava trendovska luknja, zaklonišče za mlade. Kaže, da Manica vse eno ne bo izgubila starih strank. K njej je prišel Srečko. Jan in Aida naročita večerjo in naredita načrt. Jan je še v vino stresel špansko muhco, ki jo dobi od sošolca. Rado in Anja se dobita na večerji in si izmenjata roži. Maja in Janez se vrneta iz smučanja. Maji in Janezu se zagovori, da se je postelja od Maje zrušila in je Maja spala nekje drugje (pri Gorazdu). Špela je znorela, ko je videla Tino. A Tina je Korena postavila pred odločitev ona ali Špela. Špela je odšla. Manica je zadovoljna z izkupičkom, ki ga dobiva z Nency. Nency in Manica naredita načrt za naprej. Rado in Anja sta se zaklenila v kopalnico. Jože in Štefka izvesta, da sta Gorazd in Maja spala skupaj, čeprav je Janez zanikal. K Manici spet pride Srečko. Manica mu postreže in pokaže svoje čare. Špela se je odselila in prišla k Bogatajevim prespat saj ni imela kam. Ker se je koren odločil za Tino. |                |                 |              |                      |
| 16. | 4.             | Boštjan Vrhovec | Nina Ivanič  | 2003                 |
| Koren organizira dobrodošlico za Rozi. Povabi vse sosede. Maja in Janez skupaj z Špelo odpovedo. Anja vpraša Aido in Jana, če lahko Rado ostane pri njih. Otroka sta se strinjala saj s tem dobita novega očeta. Špela se poslovi od Janeza in Maje saj ima svoje načrte, da se bo njen oče zamislil kaj je naredil. Janeza in Majo zelo skrbi za Špelo. Tini ni pogodu, da Jaka pripravlja dobrodošlico, ker ne more odpusti Rozi, saj je morala prestaviti poroko. Aida mami pove da bi rada spoznala svojega pravega očeta. Jože kupi orbitrek in uteži. Začne telovaditi oblečen v pajkicah in oprijetih majicah.Jaka postane živčen in znori ko izve, da se je Rado preselil k Anji in, da je njen ljubimec. Štefka pride domov in vidi Jožeta in se mu zasmeje ker ji je Jože smešen v športnih oblačilih. Štefka pove novico, da je povišana in je postala vodja proizvodnje in da naj Korenu sporoči, da ne more priti. Jaka Bogataju preda denar, ki sta ga pridobila na umazan način. Manica je bila izbrana za frizerko meseca zato pridejo k njej novinarji in jim ne pusti, da slikajo Nency ker ni pomembna. Čeprav sta Rozi pričakala samo Koren in Gorazd je vila vesela vsaj nekaj časa, dokler ni prišla Tina in ji podari kaktus. K Jožetu se pride potolažiti Nency, ki jo takoj postreže z alkoholom. |                |                 |              |                      |
| 17. | 5.             | Boštjan Vrhovec | Urša Krišelj | 2003                 |
| Nency in Jože skupaj pijeta viski. Nency je se pritožuje na Manico. Jože pa sproti spreminja temo. Nency se nato začne igrati z njem tako, da ji obljubi oddajo. Jože začne Nency masirati. Rozi zelo skrbi kako je z Špelo. Špela pride domov Rozi jo ulovi in dobi njeno številko, da jo pokliče. Rozi ji posodi tudi nekaj denarja. Špela hitro odide, da ne sreča Korena in Tine. Nency zvije Jožetu travo in mu jo ponudi kaditi. Jože in Nency se še bolj zbližata, pri tem ju pa zaloti Maja in se popolnoma razburjena zapre v sobo. Rado otroke uči neumnosti. Anja nad tem ni prav navdušena. Janez je zelo navdušen, ko vidi svojega očeta pijanega in nakajenega. Jaka se zelo razburi ko ugotovi, da v hiši izginjajo stvari. Pokliče Gorazda in najprej njega obtoži nato pa Tina pokliče vse na kup in pove, da je videla Rozi kako nekaj nosi zavitega v brisačo iz hiše. Obtoži jo pa samo zato, da bi jo spravila iz hiše. Maja svoji mami pove kdo je kadil in jo spravi v smeh. Štefka pa Maji pove da mineva 22 let od tega ko sta on in njen oče prvič spala skupaj. Maja se ne more odločiti, če pove mami za Nency ali ne. Janez k Maji v sobo prinese radio, ki ga je Špela doma naskrivaj ukradla in dala njemu,da ga proda in dobi denar. Maja poveže dogodke in ugotovi, da Špela rabi denar za drogo. Maja misli, da je Špela zabredla zabredla tako močno, da je na heroinu. |                |                 |              |                      |
| 18. | 6.             | Boštjan Vrhovec | Urša Krišelj | 2003                 |
| Maja pokliče Gorazda, da je Špela močno zabredla in je Janezu dala njihov radio, zato ker rabi denar za heroin. Gorazd v šoku zapusti sobo. Jože v salon Nency prinese rožo. Gorazd pride domov in vse zbere, da pove da je Špela tista, ki je ukradla stvari, ker rabi denar za drogo in da je narkomanka. Janez ugotavlja, da se kot družina nimajo več lepo in, da postajajo preveč podobni Korenovim. Maja pove Janezu, da je povedala Gorazdu za Špelo in radio. Zato Janez znori, ker je prepričan, da bo Špelo rešil, ker jo ima rad. Maja meni, da je za Špelo skoraj prepozno za Janeza pa vsaj upa, da se ni. Gorazd je Maji povedal kako so doma reagirali na to novico. Tina je zginila, Jaka ne verjame in Rozi pa je v skrbeh in išče rešitve. Jaka se po pogovoru z Rozi glede Špele odloči, da pokliče nazaj Mojco a šele po tem ko izve kdo v resnici krade. Rada prosi, da mu pomaga postaviti skrite kamere. V frizerski salon pridejo novinarji, ki želijo slikati Nency. Manica zaradi tega ponori in jih nažene skupaj Nency iz salona. Nency se nato še hitro oglasi pri Jožetu in se mu zahvali. Gorazd se napije, saj ga skrbi za Špelo. Tina ga pa zavede tako, da ga prisili v odnos tako da to posname skrita kamera. |                |                 |              |                      |
| 19. | 7.             | Boštjan Vrhovec | Urša Krišelj | 2003                 |
| Rozi pokliče Špelo in ji pove, da je Tina šla ter da je njen oče šel iskat Mamo. Manica napove Nency, da jo bo odpustila. Jože doma pove, da je kupil gliserja in, da razmišlj o večjem stanovanju. Rozi pride po nasvet k Anji glede Špele. Anja ji predlaga knjigi "Mi otroci iz postaje zoo" in Dnevnik o živalicah Nil". Jože domačim sporoči, da gre na službeno pot v Ameriko. Maja pripomore očetu pri pakiranju, a se zgrozi nad njem saj najde v kovčku med oblekami kondome. Tina Janu in Aidi prda kaseto s posnetkom nje in Gorazda z naročilom naj ga dobi Maja. Janez goraz in Rozi so v pričakovanju Špele. Rado pred prihodom Gorazdu sporoči, da bo treba stopiti skupaj in za Špelo poskrbet. Jože se želi pogovoriti z Majo, a Maja ga ne želi poslušati. Rado Anji pove, da je Špela močno zabredla ima grozen dosje in je povezana z mafijo. Nency se poslovi od Manice in ji pove, da gre na Maldive. Manica je presenečena. Maja pove Rozi kaj se je pri njih doma zgodilo in jo prosi za nasvet. Maja se izpove tudi Gorazdu, ki ne more verjet. Bogataj odpotuje v Ameriko od njega pa se ne poslovi skoraj nobeden. Jan Maji prinese kaseto |                |                 |              |                      |
| 20. | 8.             | Boštjan Vrhovec | Urša Krišelj | 2003                 |
| K Manici pride nov frizer Jimi Boni. Ko Špela in Janez ostaneta sama prosi Špela Janeza naj ji poiskuša dobiti dozo, a si on tega ne zeli. Tina pride nazaj, da bi pomagal Špeli. Tina predlaga, da bo Špeli najbolj pripomogla Komuna. Gorazdu in Rozi tudi prizna, da je bila ona tudi narkomanka in je tudi ona bila v Komuni. Jimi Boni v salonu naredi popoln žur še večji kot ga je naredila Nency. Janez pride domov po film, ki ga je želela pogledati Maja z Gorazdom. Janez tako zamenja kaseto in Maji nehote podtakne kaseto na kateri je Gorazd z Tino. Tina in Rozi se pogovorita o komuni in o tem, da je to najboljše za Špelo. Janez Špelo sprašuje o občutkih, da bi jo lažje razumel. Tina mu pa pove, da naj si predstavlja največji orgazem in naj to pomnoži s tisoč pa še vedno bi bilo premalo, da bi to lahko razumel. Janez še vedno vztraja pri tem, da bi poskusil. Špela mu pa odvrne, da ne želi tega vedet. Anja pride tudi k Korenovim in Rozi predlaga komuno za Špelo. Rozi ji potrdi, da bo šla v komuno. Maja in Gorazd imata čas zase pri Bogatajih. Maja in Gorezd zavrtita kaseto in po posnetku se Maja razjezi in Gorazda vrže iz stanovanja. |                |                 |              |                      |
| 21. | 9.             | Boštjan Vrhovec | Urša Krišelj | 2003                 |
| Gorazd se želi pogovoriti z Majo a neuspešno. Maja se zaklene v svojo sobo in Gorazd ostane pred vhodnimi vrati. Jan in Aida opažata, da se njuna mama odaljuje od njiju zaradi Rada. Anja in Rado otrokoma povesta, da gresta za en teden na počitnice. Tina se pred skrito kamero v dnevni sobi začne obnašati zelo prijazno in nedolžno. Maja pove svoji mami, da jo je Gorazd prevaral. Štefka ji pove, da jo je klical oče in rekel, da se ima lepo in doživlja nepozabljive dneve. Maja se še bolj zjoče. Jan in Aida sta se odločila, da bosta odgovarjala samo z besedo "mogoče". Maja pride na frizuro k Manici. Prevzame je Jimi Boni. Maja ima željo, da jo postriže na balin. Jimi Boni jo le prepriča pričesko do ramen. Špela Tino sili k tem, da ji gre iskati drogo. Gorazd pride v klub kjer je Maja. Gorazd udre na oder in začne peti skupaj z Uršo (pevko v klubu). Maja se med tem poskuša skriti dokler ne odide. Jan razloži Aidi kakšno je stanje z Špelo. Domov se vrneta Mojca in Jaka Koren, za njima tudi Tina. Jaka Tini zabrusi, da je konec in, da bo z Mojco začel na novo, Špelo pa na zdravljenje v komuno. Tina prinese Špeli drogo a ji ne je ne da. |                |                 |              |                      |
| 22. | 10.            | Boštjan Vrhovec | Damjan Perne | 2003                 |
| Domov pride Jože. Štefka se ga zelo razveseli. Anja in Rado prideta domov in naletita na zelo razmetano stanovanje. Štefka Jožetu želi oprati srajco, ko pa jo končno uspe sleči iz Jožeta vidi, da ima zelo opraskan hrbet. Aida in Jan še zmeraj z besedo "mogoče" Anji povesta, da Aida želi spoznati svojega pravega očeta. Jože Štefki pove, da je bil na masaži. Janez se sredi noči vs paničen priteče k Korenovim, saj je mislil da je zamudil Špelin odhod v Komuno. Gorazd staršema pove, da je Tina uničla zvezo med njem in Majo. Jan in Aida je Maji in Janezu potožita glede Rada. Jimi Boni pokliče Majo, saj želi biti z njo. Zato jo povabi na kavo. Jan in Aida, Radotu streseta v žepe zemljo. Štefka je med kosilom spregovorila o Jožetovih praskah po hrbtu. Nato se oglasi še Maja, da je njen oče zapeljeval praktikantko Nency. Ko Rado ugotovi, da ima v oblačilih zemljo hitro zapusti stanovanje. Jaka se spomne kamere, ki jo je skupaj z Radom nastavil. Z Mojco si ogledata posnetek kamere, ki je Tino naredilo največjo svetnico, Gorazda in Špelo pa lažnivca. Jimi Boni odpove večerjo z Lukatom zaradi kave z Majo. |                |                 |              |                      |
| 23. | 11.            | Boštjan Vrhovec | Damjan Perne | 2003                 |
| Štefka iz Anjinih kart izve, da jo Jože vara. Odločila se je, da bo z Anjo naredila Hipnozo in meditacijo. Kjer ju zaloti Jože. Anja pobegne. Štefka pa začne močno kričati na moža. Koren se je popolnoma spremenil saj posveča več časa družini. Mojca prizna Jaki zakaj je odpotovala v Indijo. Špela iz komune pošlje dve pismi. Eno za družino in drugo za Janeza z različnima vsebinama. Rado se je preveč vživel v svojo službo in s pomočjo kamere ugotovil kdo mu nagaja, ko obtoži Anjina otroka ga vrže iz stanovanja. Jan in Aida pa nadaljujeta z govorjenjem mogoče. |                |                 |              |                      |
| 24. | 12.            | Boštjan Vrhovec | Nina Ivanič  | 2003                 |
| Jože prizna, da je kriv čeprav je postal vs pikčast, pa čeprav so mu potrdili da gr za tropsko bolezen, ki se prenaša samo z poljubljanjem. Tina se zagleda v Jimija Bonija. Rozi pokaže Janezu pismo od Špele, ki so ga dobili Koreni. Anja pripravi zabavo za Aido a se izjalovi. Tina izve resnico o Jimiju, da ima fanta. Manica pa razkrije Tini, da se bosta Mojca in Jaka znova poročila. Vrne se Špela pod pretvezo, da je vse vredu. Identično bolezen kot Jože dobi Štefka in Nency, zaradi česar je Štefka pošteno jezna na Jožeta. Špela povpraša Janeza za "robo". |                |                 |              |                      |
| 25. | 13.            | Boštjan Vrhovec | Urša Krišelj | 2003                 |
| Štefka omeni Jožetu razhod. Anja sporoči veselo novico za Aido, da pride njen oče iz Nanibije. Maja opazi, da je janez zadet in to pove tudi Rosi in Mojci. Štefka in Jože razbijeta skoraj celotno kuhinjo. Maja se odloči povedati, da je Janez padel v droge. Jaka je v dvomih zaradi službe, baje ga bodo odpustili, zato se odloča med družino in službo. Janeza in Špele ni. |                |                 |              |                      |
| 26. | 14.            | Boštjan Vrhovec | Urša Krišelj | 2003                 |
| Gorazd napove, da se bo odselil. Jan zboli za boleznijo psihične narave, saj želi videti svojega očeta. Anja zmoti poroko Korenovih in pove kdo je oče Jana. Koren prizna Jana in nadaljuje z poroko a za sekundo saj jo zmoti Tina z novico, da je noseča. Maja uspe dokazati staršem resnico o Janezu in Špeli zato ju poiščejo in pripeljejo domov. Dokončno pa zmoti poroko Rado saj aretira Jako. |                |                 |              |                      |